# 水源地公園
24°08′51″N 120°41′16″E / 24.147434°N 120.687672°E

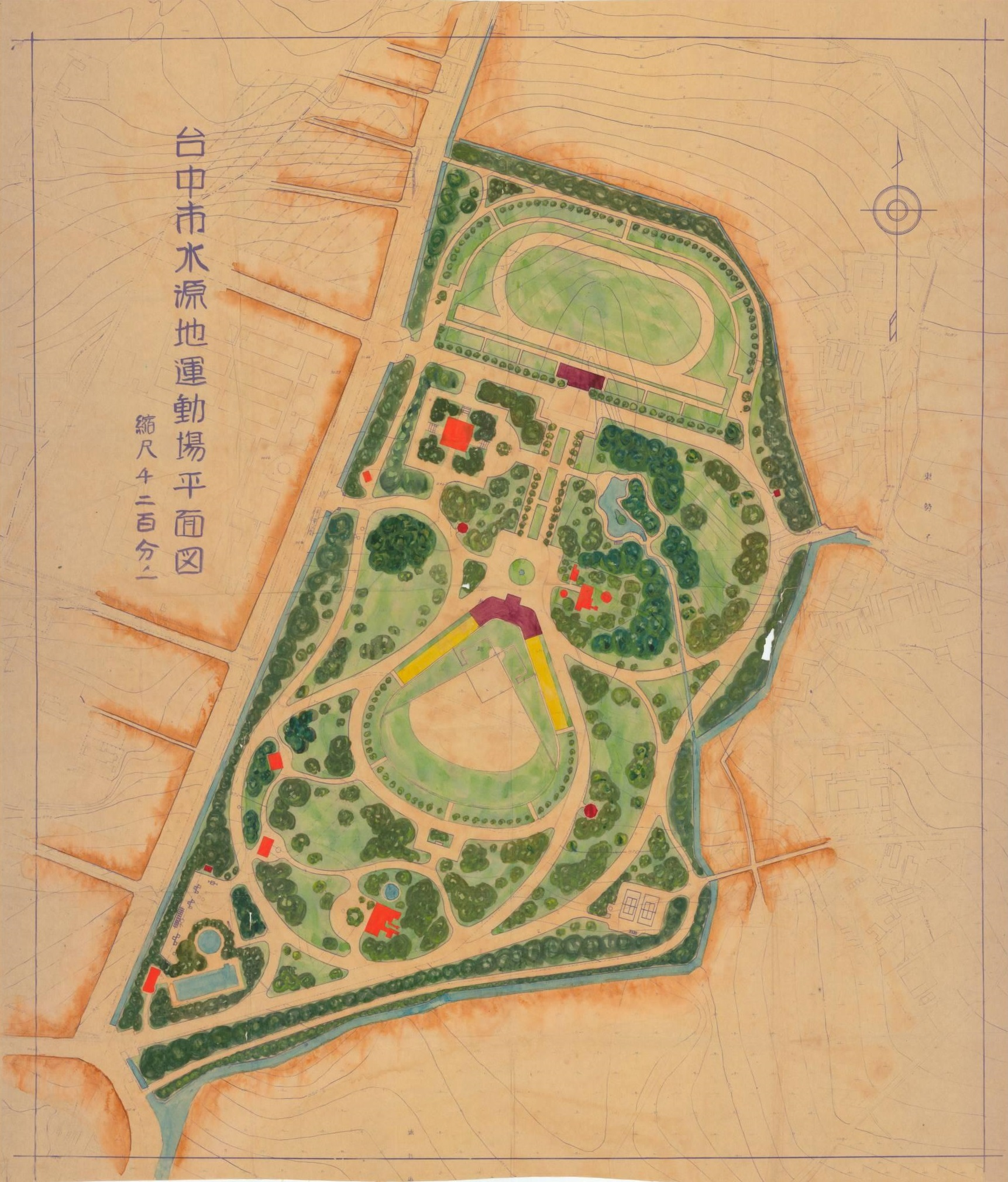
臺中市水源地運動場設計圖 (1932年)

水源地公園，又稱為水源地運動場，為位於臺中市北區樂英里及新興里的公園。此公園設置於台灣日治時期1932年，位於臺中公園北側，為台中市的第二個公園，其名稱源自於當地最初設置的臺中水道水源地。現今部分為國立臺灣體育運動大學校區、台灣自來水公司第四區管理處和臺中放送局。

## 沿革

### 從水源地到台中運動場

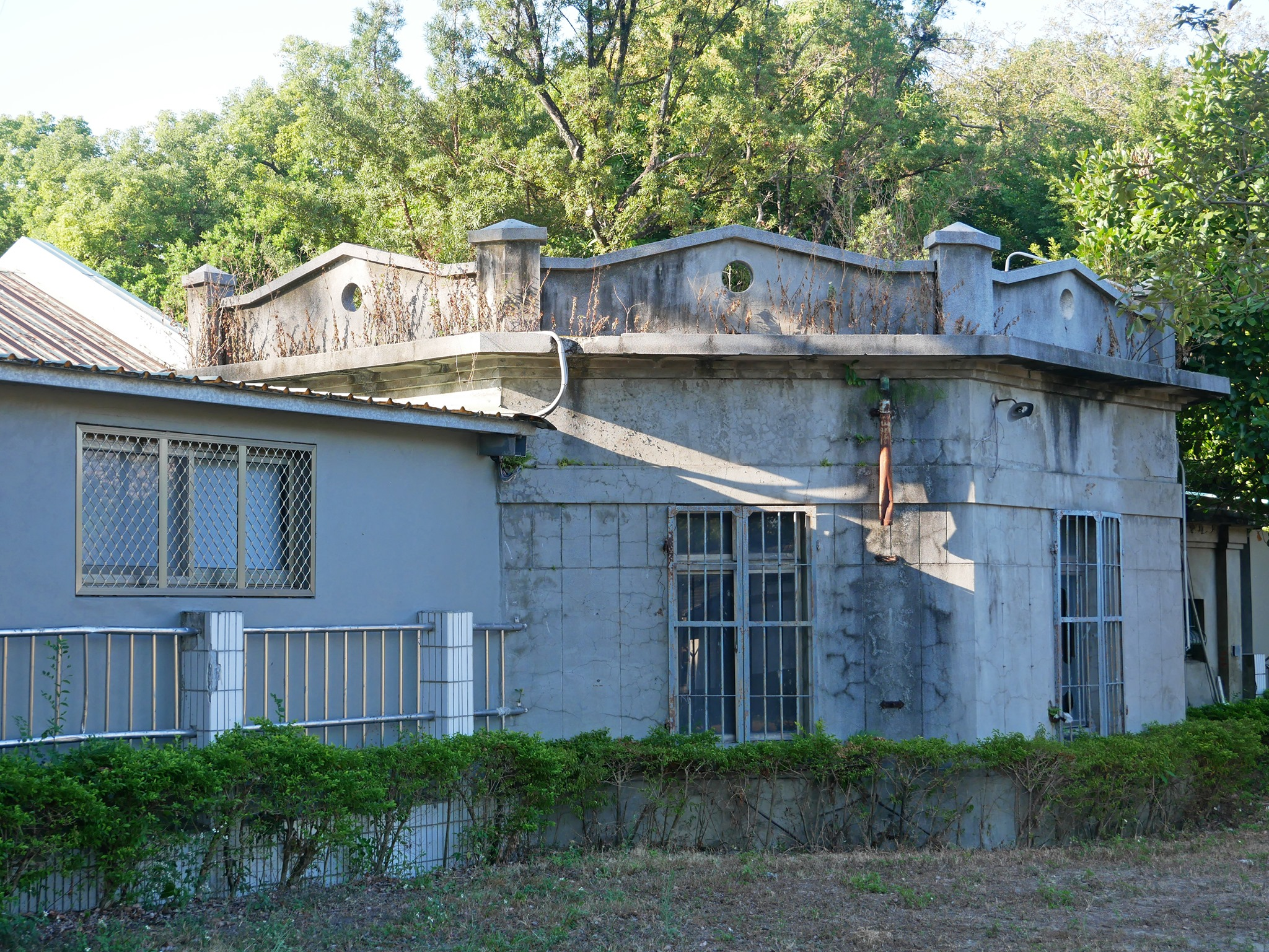
臺中水道第二集水井 (2019年)

臺中水道為提供台中市區的自來水供應設施，由於台中市的地勢為東北高西南低，臺中水道於是選址於當時台中市區北側的新高町，以便來自地下水的水源經唧筒揚送入貯水塔後，再以重力輸送到台中市區各處，因此當地又被稱為台中水源地（たいちゅうすいげんち）。台中市運動場設立是為了慶祝大正天皇在1925年5月10日成婚滿25年，為了紀念此事，臺中市役所規劃將臺中水源地開放公開作為遊園地。1926年10月，臺中市尹和坂本素魯哉、二瓶源五、森部穎、小室興等台中市的有志之士討論在水源地建設運動場的計畫。同月17日，為了運動場的開工舉行了地鎮祭，由臺中神社的祭祀關舉行祭祀儀式，並在臺中水道貯水塔下開宴祝賀。考量在水源地設置運動場對水質可能的影響，台中市尹向臺灣總督府中央研究所要求派遣的專家調查；1927年9月17日，堀內次雄醫學博士前來向台中市民說明水質安全無虞，以掃除市民的疑慮，運動場各項設施便於之後陸續開工。同年10月31日，公共廁所完工；1928年1月，排水溝工程完成，同年3月，運動場邊觀眾席移轉工程完成，4月完成棒球場用鐵絲網。

### 作為台中神社外苑
1936年，地方決議將臺中神社從臺中公園內遷至台中水源地公園北側，其座向坐北朝南，面臨神社入口的水源地公園則被作為台中神社外苑的一部分。類似將神社外苑與運動設施結合的配置，亦可見於台灣神宮、新竹神社、嘉義神社和臺南神社。

### 戰後
二戰後，台中水源地公園東南側被用來興建國軍眷舍「精武新村」，另外還有其他許多非法占用的建物。1961年，台灣省立體育專科學校在水源地公園南側設立。此地在1956年的台中市都市計畫中為第一號公園用地，在1981年的台中市都市計畫第一次通盤檢討中改為第二號體育用地，目前地上仍有許多不符合都市計畫的建築。

## 設施

### 湧泉閣

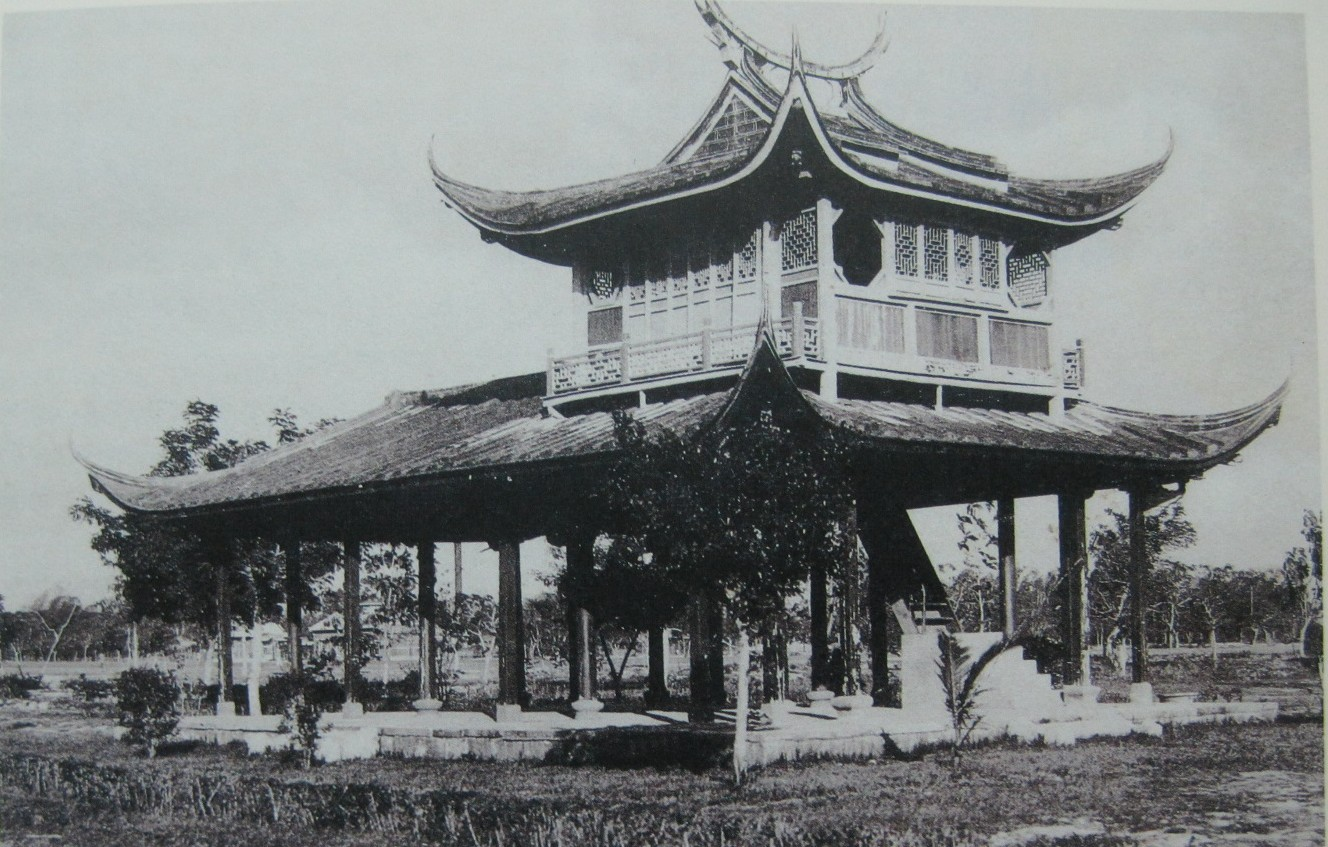
湧泉閣

因台中廳廳舍（臺中州廳）的興建，陸續拆除基地上曾作為舊廳舍的臺灣府儒考棚，為了紀念此建築，木造兩層樓的考棚主樓在1924年9月5日將移地至水源地公園改建，位於台中水泳場北側，於同年11月5日竣工；時任台中州知事本山文平將其命名為「湧泉閣」。

### 台中市水泳場

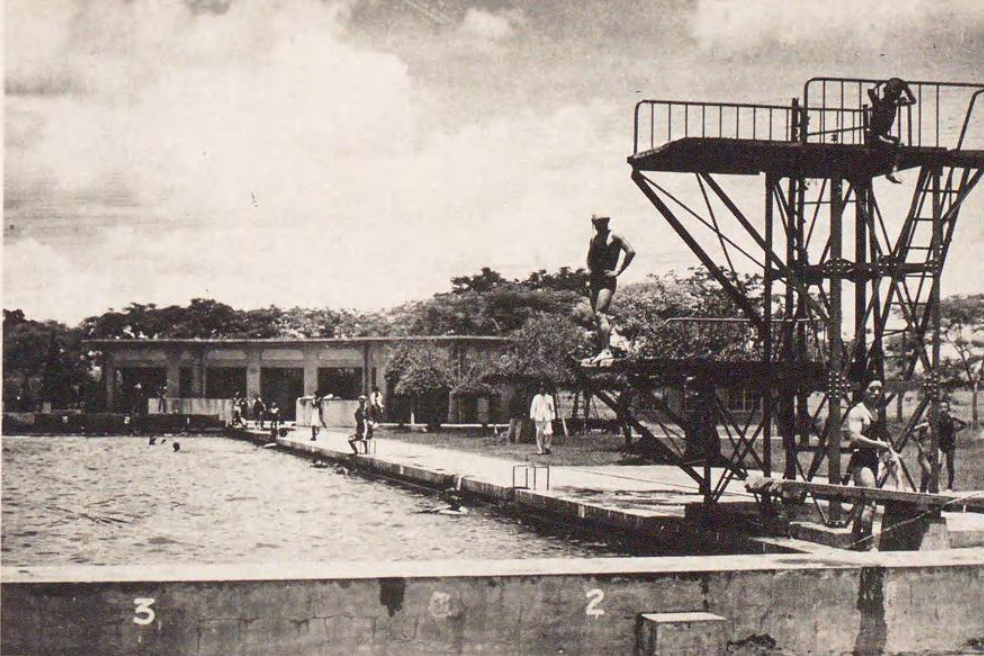
台中市營游泳池

台中市水泳場是「全台灣第一個游泳池」，設置於1919年，早於1921年才設置的台北市明石町游泳池。台中市水泳場以公共衛生費19,000圓設置在臺中市寶町六丁目，即臺中公園南側，與第一代臺中武德殿位在同個街廓。台中水泳場的水源來自當地的地下湧泉，泳池經使用多年後，因儲水和排水設施故障和藻類造成的水質混濁，趁著1928年的御大典，新泳池被規劃為其中的記念事業之一，設置在台中水源地公園南側入口處，為一座長方形泳池和一座圓型的兒童泳池。其在1928年2月11日動工，同年8月12日竣工，並在竣工當天開放使用，工程費為31,000圓（總督府和臺中州各補助一萬圓）。長方形泳池尺長寬為50公尺和16.5公尺，設有6個水道，並設有跳躍台和跳板，水深為1.2公尺至2.5公尺。兒童圓型泳池的直徑為18.18公尺，水深為30至75公分。現今為臺灣體大游泳池。

### 棒球場和運動場

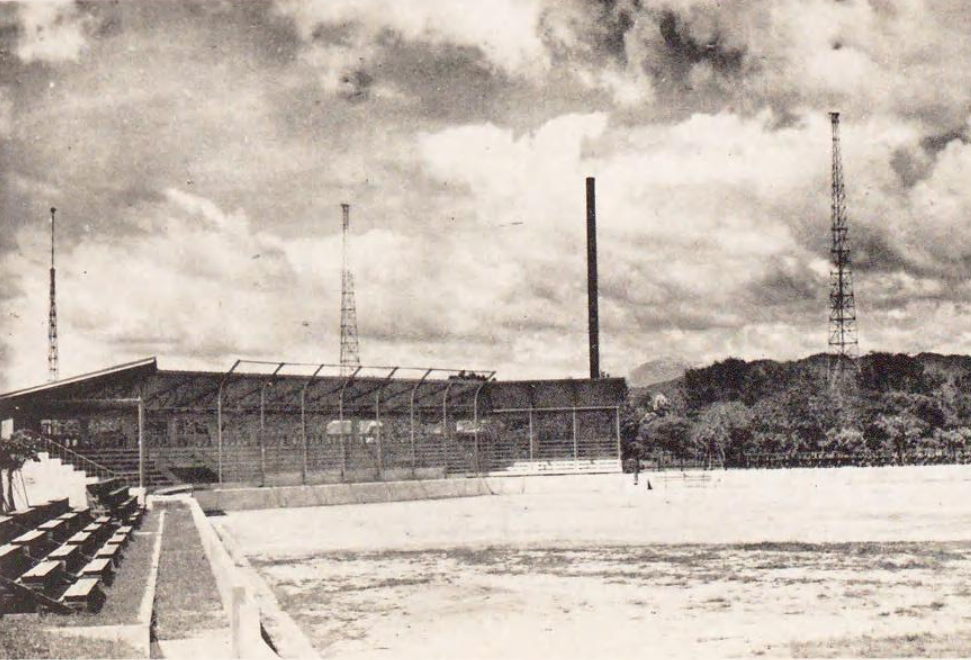
臺中市野球場

1931年，日本內務省委託著名景觀設計師折下吉延調查設計台中水源地公園內的運動設施，在公園內規劃了陸上競技場和棒球場。1932年，台中市區計畫將水源地公園正式劃為公園用地，水源地運動場的新設計畫亦在同年通過。台中市陸上競技場總面積約15,000坪，於1933年9月28動工，1934年3月31日完工，土地徵收費用為36,000圓，工程費為30,000圓。陸上競技場包含了一圈500公尺的跑道和一條250尺長的跑道，以及橄欖球、跳躍和投擲運動設施相關之設備，並可容納20,000名觀眾。台中市野球場則在1934年11月8日動工，1935年3月31日完工。可容納觀眾席可容納一萬人，及一千人的主看臺。運動場現為國立臺灣體育運動大學田徑場，棒球場則是台中棒球場。

## 附近設施
- 台灣自來水股份有限公司第四區管理處[5]
- 水源地文教基金會（台中市北區育才街3巷3號）
- 國立臺灣體育運動大學游泳池
- 臺中放送局[6]

## 外部連結
- 水源地文教基金會 （页面存档备份，存于）